# Sedan
Sedan je francouzské město, podprefektura v departementu Ardensko, v regionu Grand Est. Žije zde přibližně 17 tisíc obyvatel.

## Geografie
Sedan leží v blízkosti belgických hranic na březích řeky Mázy a paralelně vedoucího průplavu Canal de la Meuse.
Sousední obce: Balan, Donchery, Floing, Givonne, Glaire, Cheveuges, Illy, Wadelincourt.

## Historie
Město bylo založeno v roce 1424. Historické centrum města je vystavěno na poloostrově tvořeném záhybem toku řeky Mázy.
Během bitvy u Sedanu v prusko-francouzské válce zde byl francouzský císař Napoleon III. 2. září 1870 s armádou téměř 100 000 vojáků zajat; Napoleon se stal zajatcem pruského krále na zámku Wilhelmshöhe v Kasselu.

## Vývoj počtu obyvatel
Počet obyvatel 

## Významní rodáci
- Charles Baudin, francouzský admirál
- Paul Bazelaire, violoncelista
- Élise Bussaglia, fotbalistka
- Pierre Cartier, matematik
- John von Collas, pruský učenec a stavitel
- Yves Congar, římskokatolický teolog a kardinál
- Gaston Darbour, grafik Art Nouveau
- Robert Debré, lékař
- Henri-Louis Dupray, malíř
- François Ignace Ervoil d’Oyré, generál
- Michel Fourniret, sériový vrah
- Maurice Gross, lingvista, romanista
- René Guyon, francouzsko-thajský filosof a právník
- René Lafuite, filmový producent
- Nicolas Lefèvre, chemik
- Jacques MacDonald, maršál Francie
- Emmanuel Magnien, cyklista
- Erard de La Marck, kníže-biskup a arcibiskup
- Robert III. de La Marck, maršál Francie
- Robert IV. de La Marck, vévoda bouillonský
- Frédéric Maurice de La Tour d'Auvergne, vévoda bouillonský
- Henri de La Tour d’Auvergne, vicomte de Turenne, maršál francie
- Jacques Michal, francouzsko-německý kartograf
- Yannick Noah, bývalý francouzský tenista a zpěvák
- Véronique Pierron, atletka
- François Clément Sauvage, geolog

## Partnerská města
- Eisenach, Německo